# Ини (буква грузинского алфавита)
Ини (ი, груз. ინი) — девятая буква современного грузинского алфавита и десятая буква классического грузинского алфавита.

## Использование
В грузинском языке обозначает звук [ɪ]. Числовое значение в изопсефии — 10 (десять).
Также используется в грузинском варианте лазского алфавита, используемом в Грузии. В латинице, используемой в Турции, ей соответствует i.
Ранее использовалась в абхазском (1937—1954) и осетинском (1938—1954) алфавитах на основе грузинского письма, после их перевода на кириллицу в обоих случаях была заменена на и.
Во всех системах романизации грузинского письма передаётся как i. В грузинском шрифте Брайля букве соответствует символ ⠊ (U+280A).

### Грамматика
- И — окончание именительного падежа.
- Ис — местоимение 3-го лица ед.ч. (он, она, оно).
- Икх — указательное местоимение «там».

## Написание
| Асомтаврули | Нусхури | Мхедрули |
| ----------- | ------- | -------- |
|             |         |          |

## Кодировка
Ини асомтаврули и ини мхедрули включены в стандарт Юникод начиная с самой первой его версии (1.0.0) в блоке «Грузинское письмо» (англ. Georgian) под шестнадцатеричными кодами U+10A8 и U+10D8 соответственно.
Ини нусхури была добавлена в Юникод в версии 4.1 в блок «Дополнение к грузинскому письму» (англ. Georgian Supplement) под шестнадцатеричным кодом U+2D08; до этого она была унифицирована с ини мхедрули.
Ини мтаврули была включена в Юникод в версии 11.0 в блок «Расширенное грузинское письмо» (англ. Georgian Extended) под шестнадцатеричным кодом U+1C98.